# Bactéria gram-positiva

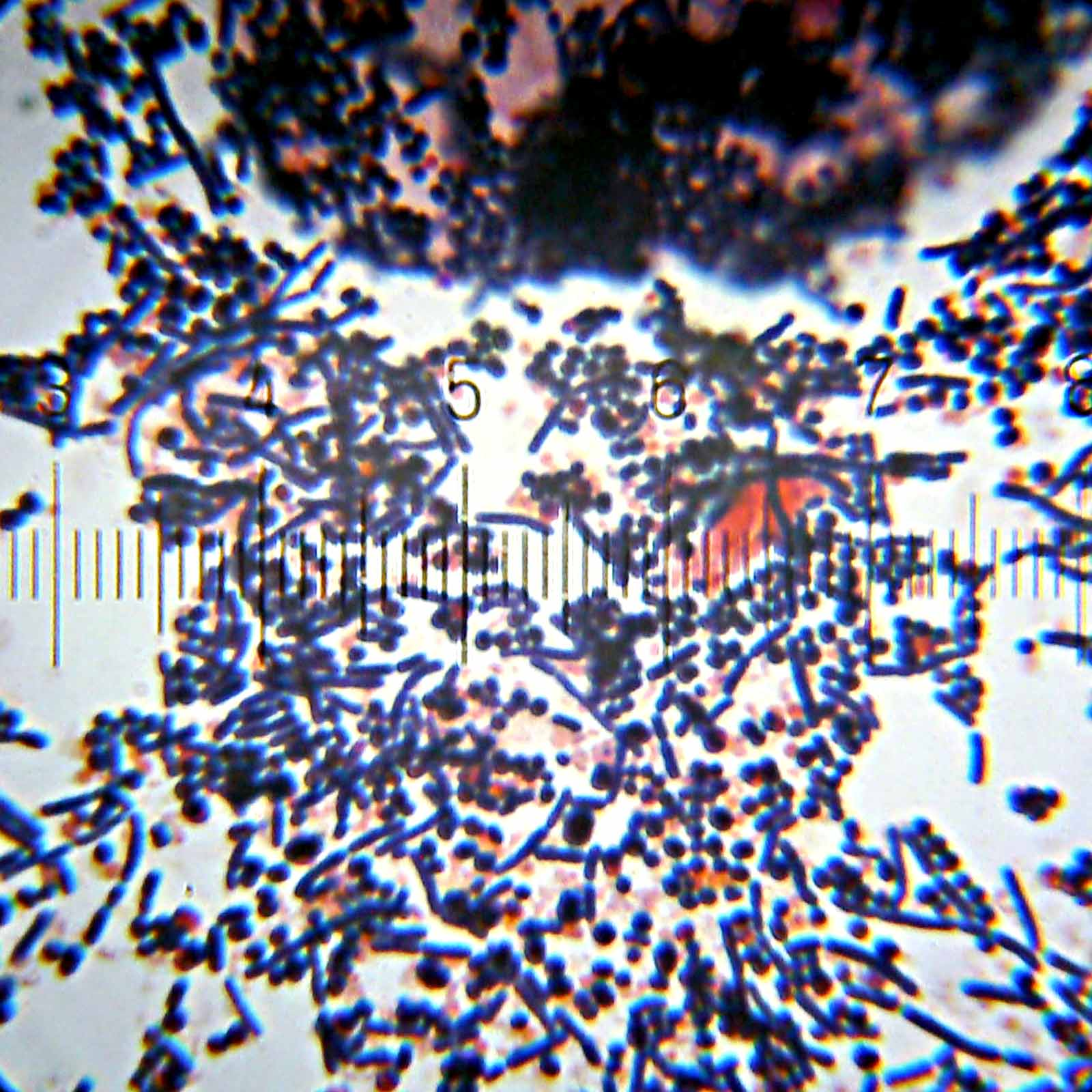
Bacterias Gram-positivas tingidas de violeta, tanto na forma de bacilo (cilíndrica) como na forma de coco (esférica). Estão também presentes algumas bactérias Gram-negativas, tingidas de rosa. Os traços numerados representam uma distância de 11 mícrons.

As bactérias Gram-positivas são aquelas que obtêm uma coloração violeta ou azul escura através da técnica de Gram. São o oposto das bactérias Gram-negativas, que são incapazes de fixar a violeta de genciana, retendo em seu lugar o corante de contraste (safranina ou fucsina) que lhes dá a tonalidade vermelha ou rosa. Os organismos Gram-positivos são capazes de reter o corante violeta devido à grande quantidade de peptidoglicano na sua parede celular. As paredes celulares de organismos Gram-positivos normalmente carecem da membrana periférica presente nas bactérias Gram-negativas.